# Sénat de l'Idaho
66e législature
Capitole de l'État de l'Idaho, Boise
Le Sénat de l'Idaho (en anglais : Idaho Senate) est la chambre haute de la Législature de l'Idaho, l'organe législatif de l'État américain de l’Idaho.

## Système électoral
Le sénat comprend 35 sénateurs, élus pour un mandat de deux ans au scrutin uninominal majoritaire à deux tours dans autant de circonscriptions.

## Siège
Le Sénat de l'Idaho siège au Capitole situé à Boise.

## Représentation
| Législature                       | Parti             | Parti           | Total |  |
| --------------------------------- | ----------------- | --------------- | ----- |  |
| Législature                       |                   |                 | Total |  |
| Législature                       | Parti républicain | Parti démocrate | Total |  |
| 52e législature (1992–1994)       | 23                | 12              | 35    |  |
| 53e législature (1994–1996)       | 27                | 8               | 35    |  |
| 54e législature (1996–1998)       | 30                | 5               | 35    |  |
| 55e législature (1998–2000)       | 31                | 4               | 35    |  |
| 56e législature (2000–2002)       | 32                | 3               | 35    |  |
| 57e à 63e législature (2002–2016) | 28                | 7               | 35    |  |
| 64e législature (2016–2018)       | 29                | 6               | 35    |  |
| 65e et 66e législatures (2018–)   | 28                | 7               | 35    |  |
| %                                 | 80 %              | 20 %            |       |  |